# Collegi elettorali del Regno d'Italia del 1870
I collegi elettorali del Regno d'Italia del 1870 per la provincia di Roma furono stabiliti per le elezioni politiche dell'XI legislatura del Regno d'Italia e rimasero in uso anche per le successive elezioni insieme ai collegi già stabiliti nel 1861 e a quelli aggiunti nel 1866.
Inizialmente con regio decreto 15 ottobre 1870, n. 5932 furono attribuiti 14 collegi elettorali alla provincia di Roma. Correggendo però l'errata valutazione della popolazione della città di Roma, con regio decreto 6 novembre 1870, n. 5985, fu approvata una nuova tabella con 15 collegi elettorali.
In totale i collegi elettorali del Regno d'Italia diventarono 508.

## Elenco dei nuovi collegi
| Numero | Provincia | Collegio       |
| ------ | --------- | -------------- |
| 494    | Roma      | Roma I         |
| 495    | Roma      | Roma II        |
| 496    | Roma      | Roma III       |
| 497    | Roma      | Roma IV        |
| 498    | Roma      | Roma V         |
| 499    | Roma      | Tivoli         |
| 500    | Roma      | Albano Laziale |
| 501    | Roma      | Subiaco        |
| 502    | Roma      | Civitavecchia  |
| 503    | Roma      | Frosinone      |
| 504    | Roma      | Anagni         |
| 505    | Roma      | Ceccano        |
| 506    | Roma      | Velletri       |
| 507    | Roma      | Montefiascone  |
| 508    | Roma      | Viterbo        |